# Attack Attack!
Attack Attack! é uma banda de metalcore americana de Westerville, Ohio, formada em 2007. O primeiro lançamento da banda, um EP independente intitulado If Guns Are Outlawed, Can We Use Swords?, foi lançado em 2008, que levou à assinatura da banda com a Rise Records no mesmo ano.
Eles, então, lançam seus dois álbuns completos, Someday Came Suddenly e Attack Attack!, pela Rise Records. O terceiro álbum, intitulado This Means War foi o último álbum da banda lançado pela Rise Records. Desde que a banda encerrou o contrato com a Rise Records, eles ainda não assinaram com nenhuma gravadora. Embora suas letras contenham trechos cristãos, nem todos os membros da banda são cristãos, sendo assim eles não se consideram uma banda cristã.

## História

### Attack Attack!(2007-2013)
Attack Attack! anunciou o fim das suas atividades como banda, por Andrew Wetzel e
Andrew Whiting, após a turnê The Back in Action que acontece em Maio de 2013. Para fechar com chave de ouro, sua curta carreira que teve pouco mais de seis anos, o Attack Attack! reuniu uma formação de peso para os shows, O guitarrista/vocalista Johnny Franck retornou ao Attack Attack! para última turnê. Ele participou apenas do show em Millvale, que acontece em 29 de Maio. Em nota oficial no facebook, o Attack Attack! anunciou o encerramento das suas atividades. A banda fez a última turnê The Back in Action com o vocalista Phil Druyor do I Am Abomination, porém o álbum que estava sendo gravado com ele,  já está fora dos planos da banda. A decadência do Attack Attack! começou após a saída do baixista John Holgado e o vocalista Caleb Shomo, no final de 2012. No mesmo ano, a banda também cancelou pela terceira vez sua vinda a América do Sul.

### Formação eSomeday Came Suddenly(2007-2008)
Attack Attack foi formada em 2007 pelos membros Austin Carlile, Lortz Ricky, Andrew Whiting, Nick White, e Andrew Wetzel. Vários meses depois, Ricky Lortz anunciou sua saída e logo foi substituído por Johnny Franck como novo guitarrista e vocalista na época. Mais tarde, Nick White também anunciou sua saída da banda e John Holgado foi adicionado no baixo e, em 2008, Caleb Shomo se juntou à banda no teclado. No início de 2008, eles lançarão seu primeiro EP independente intitulado If Guns Are Outlawed, Can We Use Swords?. Mais tarde eles assinaram com a Rise Records em junho de 2008 e lançarão seu álbum de estreia, Someday Came Suddenly, no final de 2008. Após o lançamento de Someday Came Suddenly, ele chegou ao número #25 na Billboard Independent Albums e em número #193 na Billboard 200, vendendo mais de 3600 cópias em sua primeira semana.

### Saída de Carlile e um ano com Barham (2008-2010)
Mais tarde, no meio de uma turnê com Maylene and the Sons of Disaster, o vocalista Austin Carlile foi demitido pela banda devido a problemas pessoais e questões de saúde. Carlile foi substituído por Nick Barham, ex-vocalista do For All We Know. Em 2009, a banda regravou a música I Kissed a Girl da Katy Perry ainda com o vocalista Austin Carlile, antes de sua saída da banda, para a coletânea Punk Goes..., lançada pela Fearless Records, para o Punk Goes Pop 2. A banda em seguida, saiu em turnê com Escape the Fate, William Control, Black Tide e Burn Halo no início de 2009. Attack Attack! foi adicionada na Vans Warped Tour em 2009 e participaram da organização sem fins lucrativos Music Saves Lives, onde se encontrarão com os fãs que tiveram acesso especial para doarem sangue, junto com a banda.
Attack Attack! lançou um videoclipe para a música muito criticada "Stick Stickly", e fez sua estreia no Headbangers Ball. Dois vídeos musicais foram criados para a música, o outro (que foi gravado antes do "oficial") é normalmente referido como o "vídeo não-oficial", devido à banda ter outra ideia em mente após a produção para o primeiro vídeo quando foi concluída. O vídeo de "Stick Stickly" levou a uma série de críticas, incluindo peças longas por Buddyhead e do jornal britânico The Guardian. A banda também tem um vídeo "ao vivo" para a música "Dr. Shavargo Pt. 3".
Em 19 de outubro de 2009, o vocalista Nick Barham anunciou sua saída do Attack Attack! apenas dois dias antes de sua turnê como atração principal. Ele declarou em seu blog no MySpace que "Já estava na hora de novas mudanças", e que não havia conflito entre ele e os outros membros da banda. A banda então decidiu que Caleb Shomo seria promovido a vocalista principal da banda, mas que ainda permaneceria em seu lugar como tecladista também.
Perto do final de 2009, Attack Attack! excursionou com I Set My Friends On Fire, Miss May I, Our Last Night, e The Color Morale como parte da turnê "Shred Til You're Dead". Attack Attack! começou a tocar "Sexual Man Chocolate", que foi a primeira música que vazou do Attack Attack!.

### Attack Attack!e saída de Franck (2010-2011)
Attack Attack! entrou em turnê no início de 2010, sua turnê intitulada "Artery Across the Nation" contou com o apoio de Asking Alexandria, I See Stars, Breathe Carolina e Bury Tomorrow. O grupo executou três músicas de seu álbum auto-intitulado ao vivo durante a turnê antes de seu lançamento. As músicas que foram executadas "Sexual Man Chocolate", "AC-130", e "A For Andrew". O álbum auto-intitulado foi lançado em 8 de junho de 2010. O título do álbum foi inicialmente intitulado "Shazam!", mas foi alterado devido a questões de direitos autorais.
Em 10 de novembro de 2010 Johnny Franck anunciou que tinha saído da banda para se concentrar em seu relacionamento com Deus. Ele começou um novo projeto chamado The March Ahead. Com esta notícia também veio um clipe de uma nova música com Caleb Shomo fazendo ambos os vocais limpos, e os vocais berrados. Sean Mackowski do My Ticket Home é agora um membro de turnê da banda, cantando as partes dos vocais limpos das músicas dos dois primeiros álbuns e tocando guitarra. O vídeo da música "Smokahontas" foi lançado em 21 de janeiro de 2011 e foi dirigido por Thunder Down Country films. O vídeo da música contou com Sean Mackowski do My Ticket Home e Anderson Cody, o ex-vocalista do In Fear and Faith. Attack Attack! entrou no palco principal na turnê Vans Warped 2011.
A banda anunciou que eles irião relançar seu álbum auto-intitulado em 19 de julho de 2011 com quatro novas músicas, duas músicas acústicas, e dois remixes. Uma nova faixa intitulada "Last Breath" foi lançado em 7 de junho de 2011, para promover o re-lançamento. É a primeira música da banda a apresentar Caleb Shomo em ambos os vocais limpos e berrados, e foi produzido por John Feldmann.

### This Means War(2011-2012)
Em 14 de novembro de 2011, foi anunciado o terceiro álbum de estúdio da banda, This Means War e que seria lançado em 17 de janeiro de 2012. O álbum inteiro foi produzido por Caleb Shomo no estúdio de sua casa. Junto com esta notícia, que também publicou as datas para a turnê "This Means War" com o apoio da bandas The Ghost Inside, Sleeping with Sirens, Chunk! No Captain Chunk, e Dream On, Dreamer. Mais notícias da capa do álbum foi lançado no site Hot Topic "Notícias". Em 13 de dezembro de 2011, que estreou uma música do álbum, intitulada "The Motivation". 30 segundos da lista de faixas foram liberados na Amazon.com e as pré-encomendas foram também abertas em muitas lojas. Em 12 de janeiro de 2012, a banda lançou o videoclipe para o primeiro single do álbum, "The Wretched".
Em 1 de julho, eles lançaram um videoclipe para o terceiro single do This Means War, "The Revolution".

### Saída da Rise (2012-2013)
A banda anunciou recentemente sua saída da Rise Records, em simultâneo com o anúncio de que completaram 10 músicas, produzidas por John Feldmann, para outro álbum. A banda declarou que eles "não têm outra gravadora ou qualquer coisa planejada e [estão] provavelmente não pensando em assinar com outra". A banda se apresentou na turnê This World Is Ours com Escape The Fate e The Word Alive, mas teve que remarcar sua turnê na América do Sul This World is Ours, por causa do baterista Andrew Wetzel estava sofrendo de pneumonia. A banda também tinha co-liderado a turnê scream it like you mean em 2012. No final de 2012 Attack Attack! irá lançar um DVD que eles falam sobre a Warped Tour e o verdadeiro motivo que Austin Carlile deixou a banda em 2008.
Sean Mackowski deixou a banda como um membro em turnê no final de outubro de 2012.
Em dezembro de 2012, John Holgado, através de uma publicação no seu facebook, anunciou que ele estava vendendo suas guitarras e seu baixo e estava deixando o Attack Attack!, devido a problemas de depressão e ansiedade. Holgado afirmou que não tinha nenhum desentendimento com os outros integrantes da banda. Caleb Shomo twittou sobre a saída de John "Que dia louco. Estou muito orgulhoso de John e da sua bravura. Eu amo esse cara, foi meu melhor amigo desde que eu tinha 14 anos."
Em 18 de dezembro de 2012, Caleb Shomo anunciou oficialmente sua saída da banda, junto com a confirmação do novo vocalista da banda ser Phil Druyor do I Am Abomination.
Em 19 de dezembro de 2012, a banda lançou uma nova música intitulada "No Defeat" pela Alternative Press. É a primeira música com a nova formação. Esta é a primeira música Phil Druyor nos vocais e Tyler Sapp no baixo.

## Estilo musical e influências
O estilos musicais de Attack Attack! se destacaram em torno do metalcore e post-hardcore, ambos gêneros combinados com a influência da música eletrônica (electronicore). Outra característica nos trabalhos iniciais da banda são os breakdowns, teclados e utilização de sintetizadores.

## Integrantes
Atuais
- Phil Druyor - vocal (2012–2013)
- Andrew Wetzel - bateria, percussão (2007–2013)
- Andrew Whiting - guitarra principal (2007–2013)
- Tyler Saap - baixo (2012–2013)
- Sean Bell - guitarra, vocal de apoio (2013)

Ex-integrantes
- Ricky Lortz - guitarra base, vocal limpo (2007)
- Nick White - baixo (2007)
- Austin Carlile - vocal (2007–2008) (agora no Of Mice & Men)
- Nick Barham - vocal (2008–2009) (agora no Addictions e Brightwell)
- Johnny Franck - guitarra base, vocal limpo (2007–2010) (agora no The March Ahead)
- John Holgado - baixo (2007–2012), vocal de apoio (2011—2012)
- Caleb Shomo - vocal (2009–2012), programação, sintetizadores, teclados (2008–2012) (agora no Beartooth)

Integrantes de turnê
- Sean Mackowski - guitarra base, vocal limpo (2010–2012)

## Discografia
Álbuns de estúdio
| Ano  | Titúlo                | Gravadora | Posição | Posição  | Posição |
| Ano  | Titúlo                | Gravadora | Top 200 | US Indie | US Heat |
| ---- | --------------------- | --------- | ------- | -------- | ------- |
| 2008 | Someday Came Suddenly | Rise      | 193     | 25       | 9       |
| 2010 | Attack Attack!        | Rise      | 26      | 1        | —       |
| 2012 | This Means War        | Rise      | 2       | —        | —       |

EP
- If Guns Are Outlawed, Can We Use Swords? (2008)
- Long Time, No Sea (2020)

Singles
| Titúlo               | Data                   | Álbum                                        |
| -------------------- | ---------------------- | -------------------------------------------- |
| "Stick Stickly"      | 4 de Junho de 2009     | Someday Came Suddenly                        |
| "Dr. Shavargo Pt. 3" | 25 de Agosto de 2009   | Someday Came Suddenly                        |
| "The People's Elbow" | 9 de Setembro de 2009  | Someday Came Suddenly                        |
| "Smokahontas"        | 11 de Janeiro de 2010  | Attack Attack!                               |
| "Last Breath"        | 27 de Junho de 2011    | Attack Attack! (edição deluxo re-lançamento) |
| "The Motivation"     | 13 de Dezembro de 2011 | This Means War                               |
| "The Wretched"       | 12 de Janeiro de 2012  | This Means War                               |
| "The Revolution"     | 1 de Julho de 2012     | This Means War                               |
| "No Defeat"          | 20 de Dezembro de 2012 |                                              |

## Videografia
- "Stick Stickly" (2009)
- "Dr. Shavargo Pt. 3" (2009)
- "Smokahontas" (2011)
- "Last Breath" (2011)
- "The Motivation" (2012)
- "The Wretched" (2012)
- "The Revolution" (2012)